# لری هیلبلوم
لری هیلبلوم (انگلیسی: Larry Hillblom) (زاده ۱۲ مه ۱۹۴۳ - درگذشته ۲۱ مه ۱۹۹۵) کارآفرین، بازرگان و مدیر ارشد اجرایی آمریکایی بود، که شرکت دی‌اچ‌ال را تأسیس نمود.